# Ignazio La Russa
Ignazio Benito Maria La Russa (Paternò, 18 juli 1947) is een Italiaans politicus van de rechtse partij Broeders van Italië (Fratelli d'Italia). Sinds 2022 is hij de voorzitter van de Senaat van de Republiek. Eerder was hij onder meer parlementslid in de Kamer van Afgevaardigden (1992–2018) en minister van Defensie in de Italiaanse regering (2008–2011).

## Biografie
Toen La Russa dertien jaar oud was, verhuisde hij met zijn familie naar Milaan, waar zijn vader Antonino La Russa werkte als advocaat. Zelf ging Ignazio La Russa ook rechten studeren en nadat hij als officier werkzaam was geweest voor de Italiaanse variant van de Natres, werd hij advocaat voor het Italiaanse Hooggerechtshof (Corte Suprema di Cassazione).
Al in zijn studententijd ontwikkelde La Russa een interesse in politiek. Hij sloot zich aan bij de Italiaanse Sociale Beweging (MSI) van Giorgio Almirante en was tussen 1985 en 1992 raadslid in de regio Lombardije. Bij de Italiaanse parlementsverkiezingen van 1992 werd hij verkozen in zowel de Kamer van Afgevaardigden als de Senaat; omdat hij volgens de grondwet echter maar één zetel mocht innemen, koos hij ervoor zijn plaats in de Senaat af te staan. Als Kamerlid zou hij in de loop der jaren zesmaal herkozen worden.
Onder partijleider Gianfranco Fini, met wie La Russa altijd nauw samenwerkte, transformeerde de MSI in de jaren negentig tot de Nationale Alliantie (AN). Op 29 juni 1993 werd La Russa door Fini aangesteld als vicepresident van de partij. In de Kamer van Afgevaardigden werd hij na de verkiezingen van 1994 benoemd tot vicevoorzitter en was hij tussen 1996 en 2001 voorzitter van de commissie Parlementaire Immuniteit. In de periodes 2001–2003, 2004–2005 en 2006–2008 was hij fractieleider namens de Nationale Alliantie.

### Minister en partijvoorzitter
Op 8 mei 2008 werd La Russa lid van de Italiaanse regering, toen hij benoemd werd tot minister van Defensie in het vierde kabinet van premier Silvio Berlusconi. Enige dagen later volgde hij Gianfranco Fini op als voorzitter van de Nationale Alliantie, een functie die hij waarnam tot de partij in maart 2009 opging in Berlusconi's partij Volk van de Vrijheid (PdL). Toen Fini in 2010 een nieuwe partij oprichtte (de FLI), volgde La Russa hem niet; Fini zou naar zijn mening "niet meer rechts" zijn en aldus werd de jarenlange samenwerking tussen beiden beëindigd. La Russa bleef bij de PdL en werd daar een van de drie nationale coördinatoren.
In november 2011 trad met het kabinet-Monti een nieuwe regering aan, waarmee een einde kwam aan La Russa's ministerschap. Op 17 december 2012 verliet hij de PdL en richtte hij onder de naam Nationaal Centrumrechts een nieuwe partij op, die enkele dagen later opging in Broeders van Italië (FdI-CN). Tot maart 2014 was La Russa (mede-)voorzitter van deze partij.

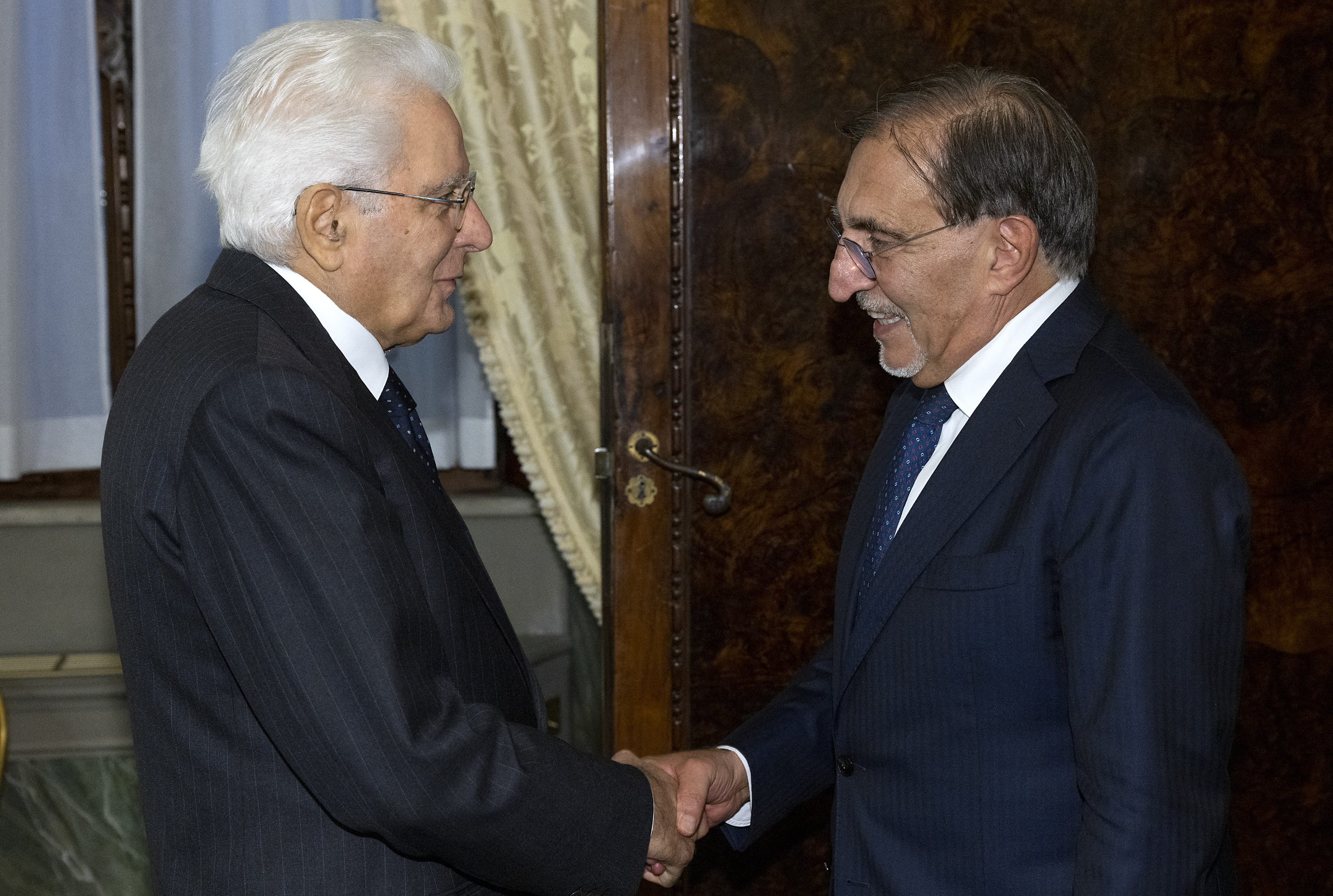
La Russa (rechts) in 2022 met president Sergio Mattarella.

### Senator
Bij de parlementsverkiezingen van 2018 werd La Russa verkozen in de Senaat van de Republiek, waarmee hij na 26 jaar afscheid nam van de Kamer van Afgevaardigden. In de Senaat fungeerde hij tot 2022 als een van de vicevoorzitters. Na de parlementsverkiezingen van 2022 werd La Russa verkozen tot voorzitter van de Senaat.

### Persoonlijk leven
Ignazio La Russa is getrouwd en heeft drie zoons: Geronimo, Lorenzo en Leonardo.